# Болгары (Оханский район)
Болгары — деревня в Оханском городском округе Пермского края России.

## Географическое положение
Деревня Болгоры (ударение на первый слог) расположена на расстоянии примерно 14 километров на запад от города Оханск.

## История
Известна с 1719 года как починок Болгоры. С 2006 по 2018 год входила в состав Тулумбаихинского сельского поселения Оханского района. После упразднения обоих муниципальных образований стала рядовым населенным пунктом Оханского городского округа.

## Климат
Климат умеренно - континентальный. Наиболее теплым месяцем является июль, средняя максимальная температура которого 24,8°С, а самым холодным январь со среднемесячной температурой - 17,3°С. Среднегодовая температура 2,1°С.

## Население
Постоянное население составляло 17 человек (94 % — русские) в 2002 году,  4 человека в 2010 году.   

## Археология
Около деревни Болгары находятся позднеананьинские селища Болгары IV, V, IX, X на реке Сарабаиха и могильник Протасы на левом берегу реки Симеихи. Материальная культура Болгарского IX селища и синхронного могильника Протасы датируется III—II веками до н. э. и относится к переходному периоду от ананьинской к гляденовской культуре в Пермском Прикамье.